# Tor-Kristian Karlsen
Pour les articles homonymes, voir Karlsen.
Tor-Kristian Karlsen (né le 15 juin 1975) est un dirigeant de football norvégien, également recruteur par le passé.

## Carrière de recruteur
De 1996 à 2008, il a travaillé comme recruteur pour différents clubs :
- Grasshopper Club Zurich (1996-1998),  Suisse
- Watford FC (1998-2000),  Angleterre
- Bayer Leverkusen (2000-2004),  Allemagne
- Hannover 96 (2004-2006),   Allemagne
- Zénith Saint-Pétersbourg (2006-2008),  Russie[1]

## Carrière de dirigeant
En 2008, Karlsen signe un contrat de 4 ans comme directeur sportif du club norvégien de Fredrikstad. Il débute le 1er novembre mais dès le 22 janvier 2009, à la suite d'un désaccord majeur avec l'entraîneur Anders Grönhagen, il démissionne.
Le 12 mars 2012, Karlsen est annoncé comme le nouveau directeur sportif de l'AS Monaco. Le 10 septembre 2012, le club annonce que Karlsen est promu au poste de directeur général exécutif. Le 18 janvier 2013, il annonce sa démission après moins d'un an passé au club.

## Autres
Alors qu'il était recruteur, Karlsen a travaillé comme travailleur indépendant pour des chaînes de télévision (TV 2, BBC) et des journaux (FIFA Magazine, SportBild, Neue Zürcher Zeitung, The Independent, The Times, The Guardian).  Il y a travaillé comme journaliste, consultant et expert.